# The Battle of Olympus
Vous lisez un « bon article » labellisé en 2022.
The Battle of Olympus est un jeu vidéo d'action-RPG et Metroidvania développé par le studio Infinity et édité par Brøderbund Software sur Nintendo Entertainment System, sorti le 28 mars 1988 au Japon, un an plus tard en décembre 1989 en Amérique du Nord, puis le 26 septembre 1991 en Europe.
Le jeu retrace l'aventure du mythe d'Orphée — que le joueur incarne — dans une version revisitée. Dans une Grèce antique inspirée de la mythologie grecque, les habitants vivent sous le règne tyrannique d'Hadès, dieu des Enfers. Une femme prénommée Hélène, compagne d'Orphée, est capturée par Hadès ; Orphée décide d'aller la sauver. Dans son périple, il rencontre plusieurs monstres et héros issus de la mythologie grecque, ainsi que plusieurs dieux de l'Olympe dont il doit obtenir les faveurs afin de récupérer sa dulcinée.
La critique spécialisée réserve un bon accueil à ce jeu, complimentant notamment son atmosphère mythologique et l'exploration de la Grèce antique, mais également, sur le plan technique, l'ergonomie et la facilité de prise en main du jeu. Ses principales réserves concernent la difficulté du jeu et ses similarités avec Zelda II: The Adventure of Link, sorti plus tôt sur la même console.
À la suite du succès du jeu, un portage de ce dernier est effectué en 1993 sur Game Boy, cette fois développé par le studio canadien Radical Entertainment et édité par Imagineer.

## Trame

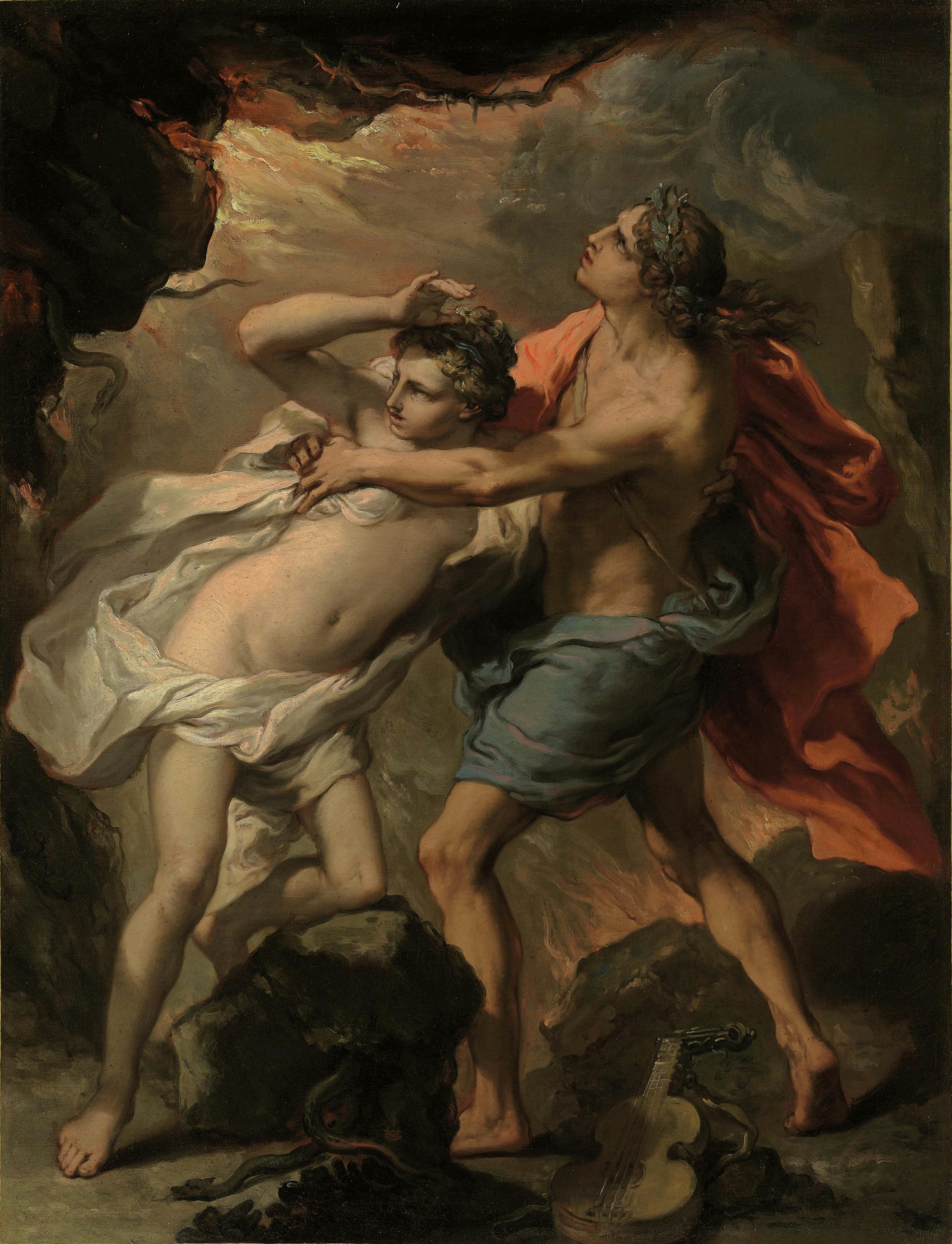
Orphée et Eurydice, représentés par Gaetano Gandolfi. Orphée est le héros de The Battle for Olympus, dont le scénario s'inspire de son mythe.

### Univers
The Battle of Olympus se déroule dans un univers de fantasy s'inspirant de la Grèce antique et de sa mythologie. Plusieurs régions de la Grèce sont visitables, comme le Péloponnèse, l'Attique ou la Crète.

### Personnages
Le joueur incarne Orphée, un héros de la mythologie grecque, amoureux dans ce jeu d'une femme nommée Hélène. Hadès est l'antagoniste principal ; afin de faire d'elle sa reine, il kidnappe son âme et l'enferme dans les Enfers. Durant son périple, le joueur rencontre plusieurs dieux de l'Olympe, comme Apollon, Zeus ou Athéna. Ces derniers permettent au héros d'obtenir de nouveaux objets, l'aidant dans sa quête pour reconquérir sa bien-aimée.
Plusieurs figures de l'antiquité grecque font également leur apparition, comme Prométhée, ou des monstres du bestiaire grec antique, comme le Minotaure ou les sirènes.

### Scénario
Un jeune homme du nom d'Orphée est amoureux d'Hélène, et tous deux vivent paisiblement dans la cité d'Elis. Après leur mariage, Hélène est mordue par un serpent venimeux et transformée en statue de pierre. Aphrodite, témoin de sa tristesse, lui révèle que son âme est prisonnière d'Hadès et lui suggère d'aller la délivrer. Le joueur doit alors retrouver trois nymphes, chacune détentrice d'un fragment d'amour, afin de délivrer Hélène,.
Le joueur débute alors son aventure en allant en Arcadie, afin de se rendre au temple de Zeus et d'être reconnu par ce dernier comme étant un héros, ce qui lui permettra de solliciter le soutien d'autres divinités Olympiennes. Athéna lui fournit alors un bouclier, tandis qu'Héphaïstos lui procure l'épée divine.
L'histoire de The Battle of Olympus n'étant pas linéaire, le héros peut également suivre des missions annexes, délivrées par des personnages secondaires de la mythologie grecque, afin d'obtenir d'autres objets lui permettant de rendre sa quête plus aisée.
À la fin de l'aventure, Orphée livre un duel contre Hadès, qu'il gagne. Il fait alors revenir Hélène d'entre les morts, et les jeunes époux retournent dans leur village.

## Système de jeu

### Généralités
The Battle of Olympus est un jeu vidéo de type action-RPG dans lequel le héros se déplace d'écran en écran, avec un défilement horizontal,. Au cours de son aventure, il rencontre des ennemis qu'il peut combattre grâce à différentes armes. Il peut également sauter et se protéger avec un bouclier afin d'éviter les coups des ennemis. La santé d'Orphée est symbolisée par une barre de vie. Si cette dernière se vide complètement, le joueur doit alors reprendre au début du niveau où il a échoué, ou reprendre sa progression au dernier temple divin visité avec l'équipement alors en sa possession.
Le jeu se divise en neuf régions, chacune correspondant à un niveau. Dans chaque région se trouve un temple divin, gardé par un disciple d'Hadès faisant office de boss, dans lequel se trouve une divinité de l'Olympe. Le héros traverse également des villages dans lesquels il rencontre différents personnages non joueurs qui lui donnent des indications dans sa quête,,. Ceux-ci peuvent également se trouver dans des endroits plus insolites comme des grottes ou des parties reculées de la forêt. Chaque région possède un environnement différent. Le joueur progresse ainsi dans différents décors : le Péloponnèse, un labyrinthe composé d'arbres, de bosquets et de marécages, ou encore l'Argolide, un paysage montagneux aux nombreuses cavernes et précipices. Le joueur a la possibilité de retourner dans des régions déjà visitées afin d'obtenir de nouveaux objets et informations pour progresser dans l'aventure.
Au fil de l'aventure, Orphée gagne également de l'expérience, qui lui permet d'obtenir de nouvelles armes ainsi que de nouvelles capacités. Il obtient également durant sa progression plusieurs olives — faisant office de devise dans le jeu — afin d'acheter différents objets ou d'en échanger avec des dieux,.
Le jeu ne possède pas de structure de sauvegarde, mais un système de mots de passe, ces derniers étant délivrés par les différentes divinités olympiennes,. Il s'agit de l'un des premiers jeux à utiliser un système à mots de passe.

### Objets et capacités
The Battle of Olympus dépend majoritairement de plusieurs objets, obtenus par Orphée durant son aventure. Des sandales magiques permettent ainsi au joueur de s'accrocher au plafond, inversant les mouvements du héros, et lui permettant d'accéder à de nouvelles zones auparavant inaccessibles. Plusieurs autres accessoires facilitent la progression du joueur : la lyre offerte par Apollon permet au joueur de faire appel à Pégase, afin de voyager de région en région plus facilement, tandis qu'un ocarina offert par Poséidon lui permet de voyager sur les mers,. De plus, certains combats contre des boss nécessitent un instrument spécifique.
Le joueur peut visualiser son inventaire et ainsi changer son équipement selon ses besoins, pour en activer les différentes capacités.

## Développement

### Début du projet et équipe

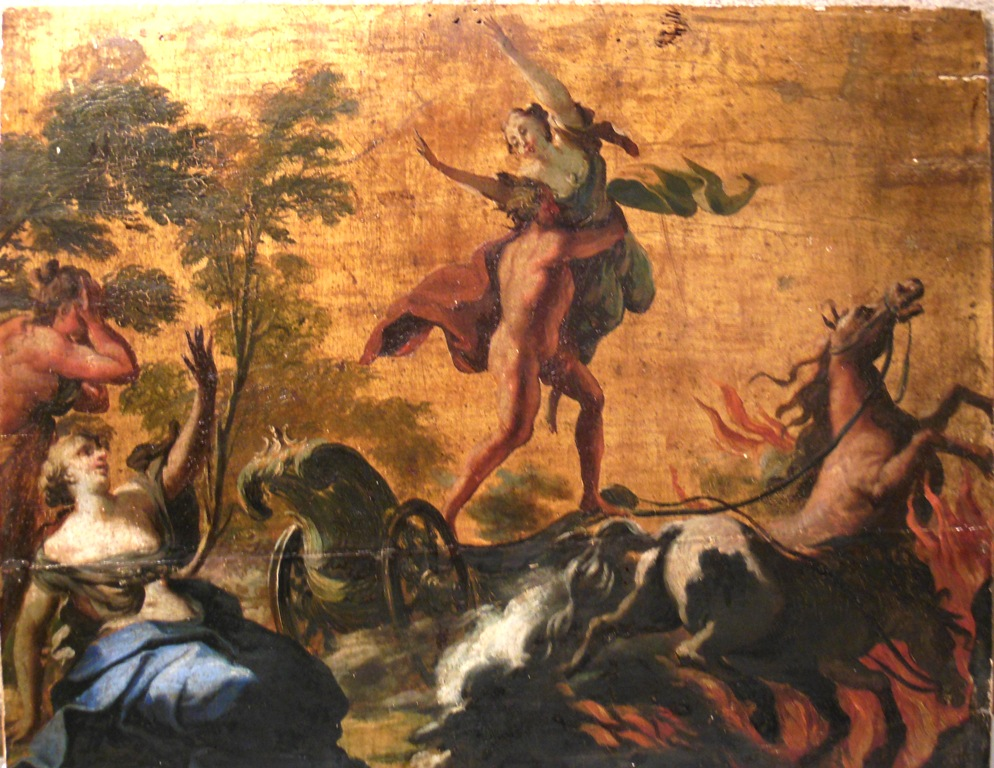
Peinture à l'huile sur bois représentant le kidnapping d'une jeune femme par Hadès (ici Perséphone), similaire à l'enlèvement d'Hélène dans The Battle of Olympus.

Le développement de The Battle of Olympus est confié au studio japonais Infinity, dirigé par Yukio Horimoto, également développeur en chef du jeu. Il s'agit d'un projet très personnel pour l'équipe de développement, qui souhaite traiter un thème peu abordé dans les jeux vidéos alors sortis : la mythologie grecque. C'est le troisième jeu développé par le studio, ainsi que son premier titre original, après un opus commandé pour profiter du succès d'une actrice populaire de l'époque, Kieta Princess, et la conversion japonaise d'un jeu de tennis européen,. Horimoto et une petite équipe, très motivée par ce nouveau projet original, l'apportent à l'éditeur de leurs jeux précédents, Imagineer, qui lui donne le feu vert.
Seulement trois personnes sont à l'origine de ce jeu. Yukio Horimoto, directeur du studio, est responsable du design des personnages et du monde, ainsi que de la programmation ; sa femme Reiko Oshida se charge des graphismes et du scénario du jeu, tandis que leur ami Kazuo Sawa dirige la bande-son. Il s'agit de la première création vidéoludique sur laquelle le couple Horimoto-Oshida travaille de concert. En effet, après leur mariage, ils décident de développer un jeu ensemble. Horimoto appréciant particulièrement la mythologie grecque, ils s'inspirent de cette thématique pour créer ce jeu. Oshida influence également beaucoup la direction prise par le scénario, en discutant avec son mari de la meilleure tournure à prendre.
Le processus de développement dure 6 mois.

### Scénario et adaptation du mythe d'Orphée
L'équipe de développement décide d'adapter le mythe d'Orphée et d'Eurydice, avec certaines libertés, faisant suite à un nouvel intérêt d'Horimoto pour la mythologie grecque. La décision de choisir ce mythe est issue non pas de la volonté spécifique d'adapter la légende, mais parce que le couple de développeurs estime alors qu'il est le mieux adapté à un scénario de jeu vidéo, pour faire voyager Orphée dans toute la Grèce antique. Le nom de la dulcinée d'Orphée est ainsi changé en Hélène, et le héros doit chercher à acquérir les faveurs des dieux avant sa rencontre avec Hadès, mais pour le reste, la trame du jeu vidéo adapte assez fidèlement le mythe antique. La confrontation finale entre Orphée et Hadès est scénarisée par Oshida.

### Développement technique
Afin d'essayer son jeu au fil du développement, Horimoto met au point une console NES personnalisée, afin de réduire les temps de chargement et donc de pouvoir essayer les programmes plus fréquemment. Cet assemblage, qui fait la fierté d'Horimoto, lui permet de créer des copies d'essai du jeu mémoires mortes[pas clair] en un temps très réduit.
Horimoto avoue également s'être inspiré de The Legend of Zelda II: The Adventure of Link, qui l'a beaucoup intéressé lors de sa sortie. Après avoir joué à ce dernier, il lui vient alors l'idée de faire un jeu de plateformes avec un défilement horizontal. De l'aveu du créateur, les fonctions de saut, d'esquive et d'attaques ont toutes été influencées par ce jeu.

## Accueil

### Commercialisation
Le jeu n'est pas traduit en français sur NES mais un livret des traductions des textes anglais apparaissant à l'écran accompagnait le mode d'emploi du jeu en France, le jeu en version gameboy proposait le français parmi les langues disponibles. Il sort néanmoins en Europe, trois ans plus tard, en 1991.

### Critiques
La critique spécialisée réserve un accueil chaleureux à The Battle of Olympus, appréciant l'univers antique apporté par le jeu, mais se montrant néanmoins plus critique sur certains aspects de celui-ci, comme son gameplay ou ses similarités avec The Legend of Zelda II: The Adventure of Link, un jeu déjà très favorablement noté lors de sa sortie.
Jeuxvideo.com encense notamment les musiques du jeu, les mélodies « à l'inspiration hellénistique, grandioses au point de rester des heures à les écouter en boucle », ainsi que les décors, des « ruines, cités et autres temples caractéristiques et hauts en couleurs ». John Teti, du site spécialisé Eurogamer, indique que malgré la difficulté du jeu, son ambiance mythologique pousse le joueur à continuer. Il critique néanmoins le manque d'implication de certains dieux dans l'aventure, qui restent passivement assis dans leur temple. Le magazine français spécialisé Joypad, dans son premier numéro, stipule que le titre « ne manque pas d'atouts pour séduire » et le qualifie « d'excellent jeu d'action-aventure ». Il juge que les graphismes sont « de bonne facture, la réalisation est soignée et les fans d'action auront fort à faire ». La richesse du jeu est également louée, notamment par le soin apporté aux détails, « au grand nombre d'armes, de potions et d'objets que l'on retrouve dans la Grèce Antique ». Les graphismes, le choix des couleurs et l'animation sont complimentés par le journal français spécialisé Player One. Aaron Cornwell, journaliste au Nintendo Times, admire les graphismes lumineux et colorés, tout en déplorant un manque d'identité. Le journaliste vante aussi la qualité de la bande-son, louant les thèmes spécifiques aux différentes régions, estimés « mémorables ». Jon Brodkin, journaliste chez Ars Technica, se réjouit quant à lui d'une amélioration du gameplay par rapport à celui présenté dans The Legend of Zelda II: The Adventure of Link, rendant les combats moins frustrants et plus ludiques. Le journaliste loue également les scènes d'exploration, qui, bien qu'inspirées de Zelda, donnent un sentiment de jeu complet. Il qualifie même The Battle of Olympus de meilleur jeu Zelda que The Legend of Zelda II: The Adventure of Link, faisant du premier la meilleure expérience fantastique d'action-RPG en défilement horizontal de la console. Pour Richard Leadbetter, journaliste au magazine britannique Mean Machines, le jeu présente des similarités avec The Legend of Zelda II: The Adventure of Link ou Faxanadu, et sera donc agréable pour les fans des deux jeux cités. Le journaliste loue également la durée de vie du jeu, qui est rempli de quêtes secondaires permettant au joueur de prolonger l'expérience.
Jeuxvideo.com déplore néanmoins un système de mots de passe frustrant, forçant le joueur à inscrire des séries de lettre à rallonge pour reprendre sa progression, ainsi qu'une difficulté trop élevée qui, combinée à des contrôles trop imprécis, nuisent au plaisir du joueur. Pour Jeremy Parish, du site spécialisé USGamer, le jeu ne mérite pas sa réputation de copie carbone de The Legend of Zelda II: The Adventure of Link, et il vante notamment une expérience moins fragmentée que sur ce dernier, ainsi qu'un cadre facilitant la compréhension du scénario. Jeremy Parish argumente encore que « même lorsque les similarités sont évidentes, The Battle of Olympus réussit à implémenter des variations de gameplay, qui lui permettent d'exister en tant que jeu à part entière ». Cet avis a évolué par rapport à son impression initiale, exprimée dans le site spécialisé 1UP.com, où il trouvait trop de similitudes entre les deux jeux, jusqu'à la conception du héros. Alistair Pinsof, journaliste spécialisé pour le site Destructoid, estime que The Battle of Olympus est supérieur à The Legend of Zelda II: The Adventure of Link, grâce à un système de combat amélioré, et un environnement plus réussi. Anthony John Agnello, journaliste pour Gamesradar+, partage le même constat, appréciant la difficulté revue à la baisse, le tout dans une version plus sombre du mythe d'Orphée.

## Postérité

### Influence dans le monde du jeu vidéo
Malgré une critique généralement bonne, l'échec commercial de The Battle of Olympus empêche le studio Infinity de se faire un nom, et le contraint à adapter des jeux américains pour le public japonais, plutôt que de continuer dans le développement de titres originaux. Le jeu rencontre tout de même un succès en Europe, où il bénéficie d'un remake sur Game Boy, développé par le studio canadien Radical Entertainment et édité par Imagineer.
Près de trente ans après sa sortie, le site spécialisé USGamer le considère comme un jeu culte parmi le catalogue de la NES.
Shovel Knight, un jeu vidéo sorti en 2014, s'inspire des jeux d'action-aventure sortis sur NES, comme Mega Man, Castlevania ou The Battle of Olympus. Le jeu se déroule dans un univers pixélisé en 2D, avec un concentré des qualités des jeux NES.

### Autres réinterprétations du mythe d'Orphée dans des jeux vidéo
À l'instar de The Battle of Olympus, d'autres jeux vidéo s'inspirent du mythe d'Orphée et d'Eurydice. Don't Look Back est un jeu de plates-formes créé par Terry Cavanagh en 2009, aux graphismes minimalistes. C'est une interprétation moderne du mythe d'Orphée, où le joueur incarne également un homme descendant aux Enfers, pour retrouver sa compagne récemment décédée. Shin Megami Tensei: Persona 3 est un jeu de rôle développé et édité par Atlus, qui met en scène un protagoniste nommée Orpheus, lui aussi musicien, et devant se rendre aux Enfers, cette fois pour y combattre des monstres.
Enfin, les personnages d'Orphée et d'Eurydice apparaissent également dans Hades, un jeu vidéo de type roguelike et action-RPG développé et publié par Supergiant Games en 2020, dans lequel le joueur cherche à s'échapper des Enfers.

### Note
1. ↑  愛の伝説 オリュンポスの戦い Ai no Densetsu Olympus no Tatakai, dans sa version originale japonaise. Sa traduction littérale pourrait être « La légende de l'amour : La Bataille de l'Olympe ».